# Es ist das Heil uns kommen her (hymne luthérien)

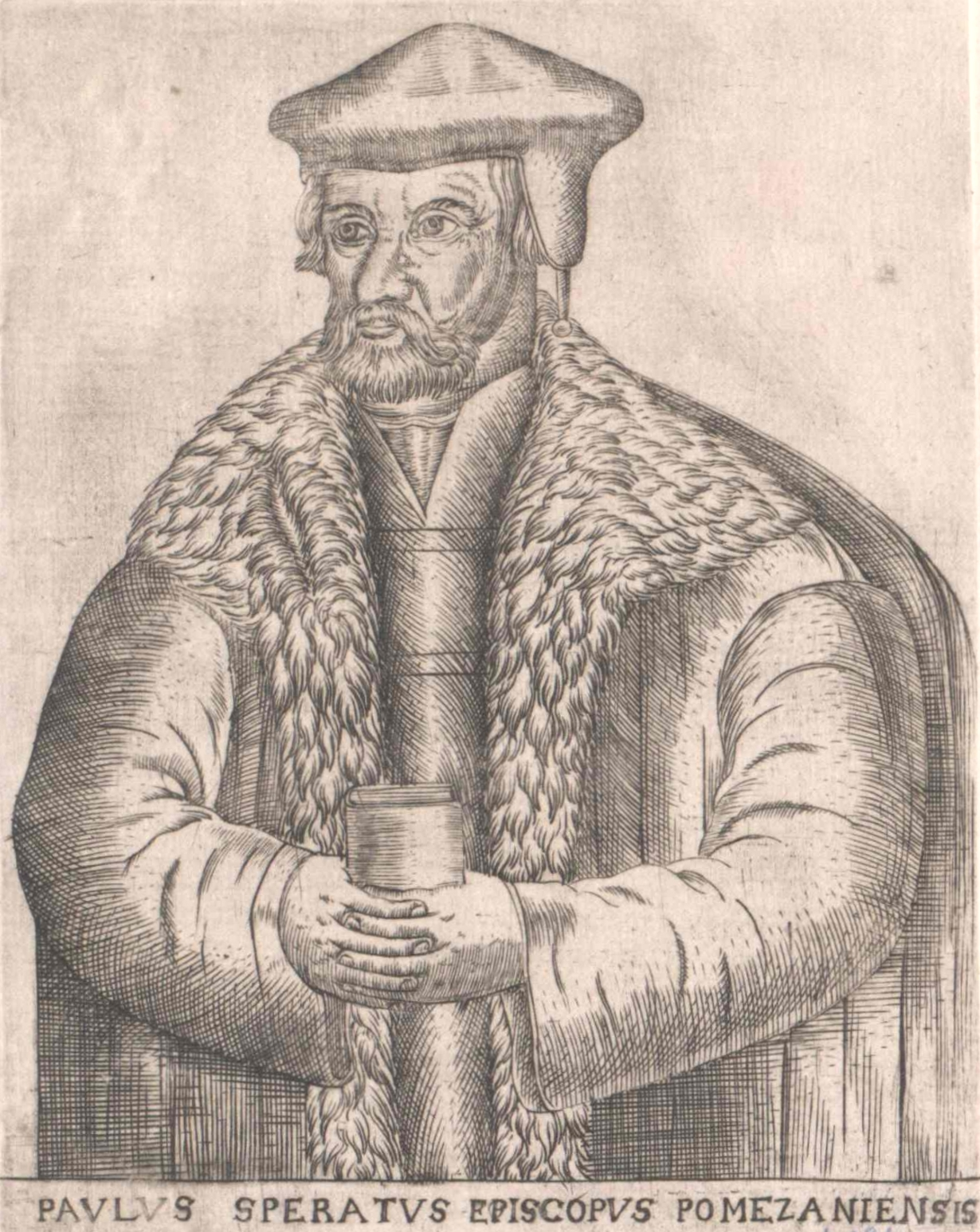
Paul Speratus, poète du texte.

Es ist das Heil uns kommen her (à l'origine : « Es ist das heyl vns kommen her », en français : « Le salut est venu à nous ») est un hymne luthérien de 14 strophes écrit et composé par Paul Speratus. Il a d'abord été l'un des huit cantiques publiés en 1524 dans le premier recueil de cantique luthérien (en), le Achtliederbuch, qui contient quatre cantiques de Luther, trois de Speratus, et un de Justus Jonas. La même année, il a été publié à Erfurt dans Eyn Enchiridion.

## Historique
D'après la tradition, Speratus a écrit cet hymne alors qu'il était en prison à Olomouc, condamné à être brûlé comme hérétique en raison de son adhésion au protestantisme. Il put être sauvé grâce l'intercession de ses amis à condition qu'il quitte la Moravie.
Le texte de Speratus est basé sur un passage de l'Épître aux Romains, due  à Paul de Tarse : « Car nous pensons que l'homme est justifié par la foi, sans les œuvres de la loi » (chapitre 3, verset 28). Ce texte exprime un point retenu par Luther comme essentiel : le principe du salut gratuit et inconditionnel accordé à ceux qui croient (sola fide). Selon Scott Hendrix, « non seulement son texte justifie la foi seule, mais il met aussi en lumière la vitalité de la foi qui se manifeste dans le service aux autres ». Une version anglaise moderne de l'hymne de la première strophe, qui apparaît sur la couverture arrière du livre de Hendrix du Début des Protestants de la Spiritualité, est ainsi :
« Le Salut vient à nous

par les faveurs et la grâce divines;

Les bonnes œuvres ne peuvent pas modifier notre destin,

Elles n'aident et ne nous sauvent jamais.

La foi découle de Jesus Christ et de lui seul,

Qui rendit le monde lugubre.

Il est notre médiateur. »
Speratus accorda ses paroles sur la mélodie d'un choral pascale du XVe siècle, Freu dich, du werte Christenheit.

## Influence
L'histoire de Luther qui fut ému aux larmes quand il a entendu cet hymne pour la première fois, chanté par un mendiant devant sa fenêtre à Wittenberg, a été racontée par de nombreux auteurs,,.
La 11e édition de l'Encyclopædia Britannica liste l'hymne « Le salut est venu à nous » comme l'un des cantiques Luthériens « qui en son temps a produit le plus grand effet sur l'auditoire, et est le plus connu ». Il a été traduit en anglais par de nombreux auteurs, dont Myles Coverdale (Now is our health come from above - Désormais notre santé vient d'en Haut, 1539), Henry Mills (Our whole salvation doth depend On God's free grace and Spirit - « Notre salut dépend entièrement de la grâce gratuite de Dieu et de son Esprit », 1845), et de Catherine Winkworth (Salvation hath come down to us — « le Salut est descendu jusqu'à nous », 1869).

## Musiques
L'hymne a été fréquemment mis en musique et adapté pour l'orgue et pour les voix.

### Orgue
Jan Pieterszoon Sweelinck a composé Prélude et Variations chorales (deux variantes). Samuel Scheidt a composé quatre parties, en tant que n° 46 du Das Görlitzer Tabulaturbuch (1650). Matthias Weckmann a écrit les Variations chorales. Dieterich Buxtehude a composé un prélude pour chorale BuxWV 186, en do majeur. Ce Prélude pour Chorale a été composé ensuite par Friedrich Wilhelm Zachow et Johann Gottfried Walther (LV 84).
Entre 1708 et 1714, alors que Jean-Sébastien Bach était l'organiste officiel de la cour ducale de Weimar, il a compilé ces préludes de choral en les intégrant dans la liturgie dans son l'orgelbüchlein et a inclus cet hymne comme faisant partie du catéchisme, BWV 638. Georg Friedrich Kauffmann a publié une Chorale Prélude à Leipzig en 1733. Johann Ludwig Krebs a écrit aussi la Chorale Prélude. Max Reger composé d'une chorale prélude n° 10 de ses 52 Choral Préludes, op. 67 en 1902, un autre en 1914 dans son op. 135a.

### Chorale
Arnold von Bruck a composé  des partitions de ce morceau pour quatre voix, publié en 1544. Hans Leo Hassler l'a écrit pour quatre voix, Johann Hermann Schein mis deux fois avec basson continuo, une fois pour deux sopranos (1618), une fois pour quatre parties (1627). Georg Philipp Telemann composé en 1719, un sacré cantate sur un texte de Erdmann Neumeister Es ist das Heil uns kommen her.
Bach a utilisé les strophes 11 et 12 dans plusieurs de ses cantates, en 1716, 1723 et 1724. Entre 1732 et 1735, il a utilisé des douze strophes, comme base de sa chorale cantate du même nom, BWV 9. Johannes Brahms composa en 1860  l'un des deux motets pour un chœur mixte à 5 voix a cappella, op. 29, un chœur en quatre parties, suivi par un « une fugue élaborée variant autour du thème principal du chœur ».